# Butoniga
Butoniga är ett vattendrag i Kroatien.   Det ligger i länet Istrien, i den västra delen av landet, 170 km väster om huvudstaden Zagreb.